# Edu Guedes
Eduardo Sanches Guedes (São Paulo, 18 de maio de 1974), é um chef de cozinha, apresentador de televisão e piloto automobilístico brasileiro.

## Biografia
O gosto pela culinária surgiu na infância, quando admirava a sua avó materna a cozinhar. Cursou faculdade de administração de empresas na Faculdades Metropolitanas Unidas (FMU), em São Paulo. Estudou gastronomia em Bologna, na Itália.

## Carreira
Profissionalmente, ingressou na gastronomia em 1996, com o projeto de uma sorveteria gourmet no bairro de Moema, em São Paulo, a qual servia iguarias exclusivas, entre cupuaçu, chocolate belga e até fios de ouro. No fim dos anos 1990, Edu era colaborador do programa Mulheres, com Claudete Troiano na TV Gazeta. Em 2001, Edu Guedes foi convidado por Claudete Troiano para participar do programa Note e Anote, na Rede Record. Durante três anos preparava pratos diferenciados e colocava em prática todos os conhecimentos tanto no estúdio como em matérias externas. Em 2004, a convite de Paulo Henrique Amorim, passou a fazer parte do programa Tudo a Ver (Rede Record) com o quadro Tá na Mesa. Neste período frente a televisão, saía a campo para fazer reportagens que mostravam a culinária nas ruas e a comida do dia-a-dia brasileiro. Também na Rede Record, em agosto de 2005, passou a formar o trio de apresentadores do programa Hoje em Dia, ao lado de Ana Hickmann e Britto Júnior (e posteriormente Celso Zucatelli, Chris Flores e Gianne Albertoni). Algum tempo depois o trio virou quarteto, com a presença de Chris Flores.
Em 2 de maio de 2009 estreou o programa Receita para Dois, no canal Record News. Em dezembro de 2014 foi anunciada sua saída do Hoje em Dia. Edu era o único apresentador fixo que ficara na atração desde sua estreia.
Em 2015, Edu Guedes deixou a Rede Record e assinou com a RedeTV!, juntamente com Celso Zucatelli e Mariana Leão, para apresentar o Melhor pra Você, matinal com formato semelhante ao do Hoje em Dia. Em 2018 ganhou um projeto solo na emissora, o Edu Guedes e Você, que substituiu o Melhor Pra Você. Ele pediu demissão da emissora em agosto de 2020, rumo à Band. Em setembro de 2020, foi confirmado como novo contratado da Rede Bandeirantes, e estreou em 21 de setembro no comando do The Chef ao lado de sua filha Maria Eduarda e da chef Cidinha Santiago. Guedes ficaria até 2024 na emissora, quando decide retornar à RedeTV!.
Além de apresentador, é piloto automobilístico na competição Porsche GT3 Challenge.

## Vida pessoal
Em 11 de dezembro de 2004 casou-se no civil e na igreja, com a apresentadora Eliana. O casamento durou até abril de 2007, quando se divorciaram. Em 9 de agosto de 2008 casou-se pela segunda vez com a empresária Daniela Zurita, em uma cerimônia civil, na histórica Fazenda Santa Cruz, em Araras. O casal namorava havia um ano. A noiva, grávida de três meses, usou vestido Valentino e chegou para receber a bênção em uma carruagem acompanhada pelo pai, o pecuarista Ivan Fabio Zurita. Em 9 de fevereiro de 2009 nasceu a única filha do casal, Maria Eduarda, em São Paulo O casal se divorciou em outubro de 2012, após quatro anos de casamento.
Em 2013 começou a namorar a dermatologista Thais Jerez, com quem foi morar junto em abril. Após três anos, o relacionamento chegou ao fim no início de 2016. Também namorou a jornalista Érica Reis entre abril de 2016 e novembro de 2018. Namorou a bailarina e apresentadora, do  programa Faustão na Band, Jaque Ciocci.
Em 2024 assumiu seu relacionamento com Ana Hickmann. Ambos se conhecem há muitos anos e trabalharam juntos de 2005 a 2009 no programa Hoje Em Dia, da Record.
Em junho de 2024, Edu pediu Ana Hickmann em casamento durante viagem a Portugal.

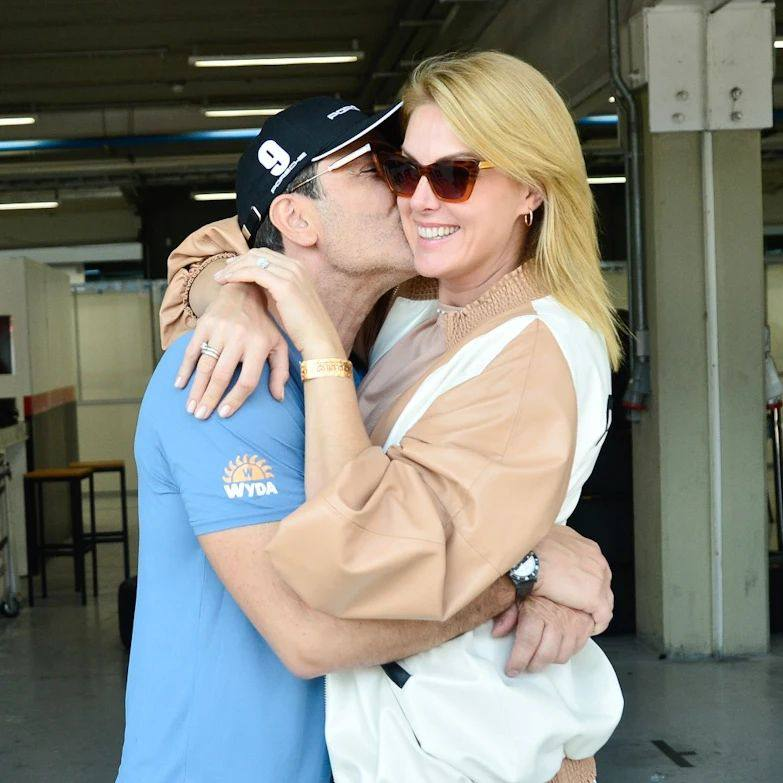
Edu e Ana durante a Porsche Cup 2024

Descende matrilinearmente de espanhóis e italianos.

## Acidente
Em 2020, o chef Edu Guedes sofreu um acidente, perdeu o movimento do braço esquerdo e como é canhoto, teve que aprender a fazer tudo com a mão direita. O cozinheiro dirigia um buggy em sua fazenda em Araras, no interior de São Paulo, quando sofreu um acidente.
Ele foi transferido para um hospital particular na capital, onde passou por cirurgia. O apresentador fraturou o rádio esquerdo e teve que passar pelo procedimento de reconstrução de músculos e tendões que haviam se rompido.

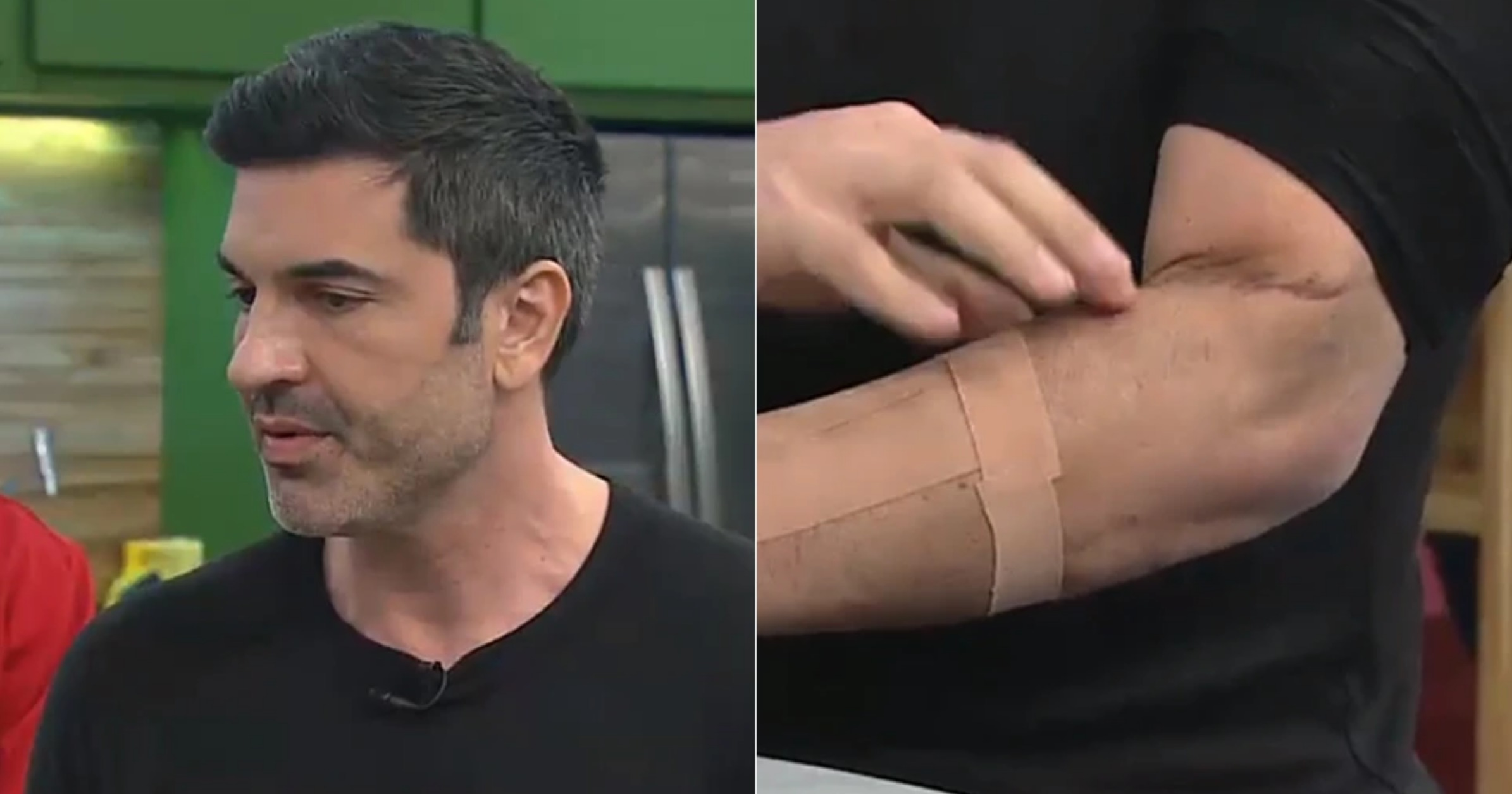
"Ainda não sinto do cotovelo até a mão"

## Filmografia

### Televisão
| Ano           | Título            | Cargo        | Nota                 |
| ------------- | ----------------- | ------------ | -------------------- |
| 1998–2000     | Mulheres          | Colunista    | Quadro: "Culinária"  |
| 2000–2004     | Note e Anote      | Colunista    | Quadro: "Culinária"  |
| 2004–2005     | Tudo a Ver        | Colunista    | Quadro: "Tá na Mesa" |
| 2005–2015     | Hoje em Dia       | Apresentador |                      |
| 2009–2015     | Receita pra Dois  | Apresentador |                      |
| 2015–2018     | Melhor pra Você   | Apresentador |                      |
| 2018–2020     | Edu Guedes e Você | Apresentador |                      |
| 2020–2024     | The Chef          | Apresentador |                      |
| 2024–presente | Fica Com a Gente  | Apresentador |                      |

## Curiosidades
Edu sempre foi fã de carros. Dentre seus automóveis estão um fusca e uma porshe "tem mais alguns carrinhos, mas fica em segredo".
Formado em administração, ele já foi chamado de louco por abandonar sua carreira em banco para começar do zero na gastronomia.
Edu adora pastel de feira
Ao todo, Edu já fez mais de 7 mil receitas.

## Prêmios
- Melhor Sorvete – Veja São Paulo 1998/1999/2000;
- Spatula D’Argento – Rimini, Itália, 1997.